# واسیلی سافونف
واسیلی ایلیچ سافونف (روسی: Василий Ильич Сафонов؛ ‏ ۶ فوریهٔ ۱۸۵۲ – ۲۷ فوریهٔ ۱۹۱۸) مدرس و نوازنده پیانو، رهبر ارکستر، موسیقی‌دان و آهنگساز اهل امپراتوری روسیه بود.
سافونف دانش‌آموختهٔ کنسرواتوار سنت پیترزبورگ و از شاگردان لویی براسان بود.
او اگرچه در زمینهٔ آهنگسازی چندان موفق نبود، اما یک مدرس برجسته و موفق پیانو در کنسرواتوار دولتی چایکوفسکی مسکو محسوب می‌شد و شاگردانی چون الکساندر اسکریابین و یوزف لوین را تربیت کرد.
واسیلی سافونف نخستین رهبر ارکستر معاصری است که استفاده از چوب میزانه (چوب رهبری ارکستر) را کنار گذاشت. ماجرا از این قرار بود که او برای یکی از جلسات تمرینی، فراموش کرده بود چوبش را ببرد و مجبور شد کارش را با دست انجام دهدو بعد، به این فکر افتاد که اصلاً این چوب غیرضروری است و از همان هنگام تصمیم گرفت که کارِ رهبری ارکستر را با دست انجام دهد.